# Tonalá (Chiapas)

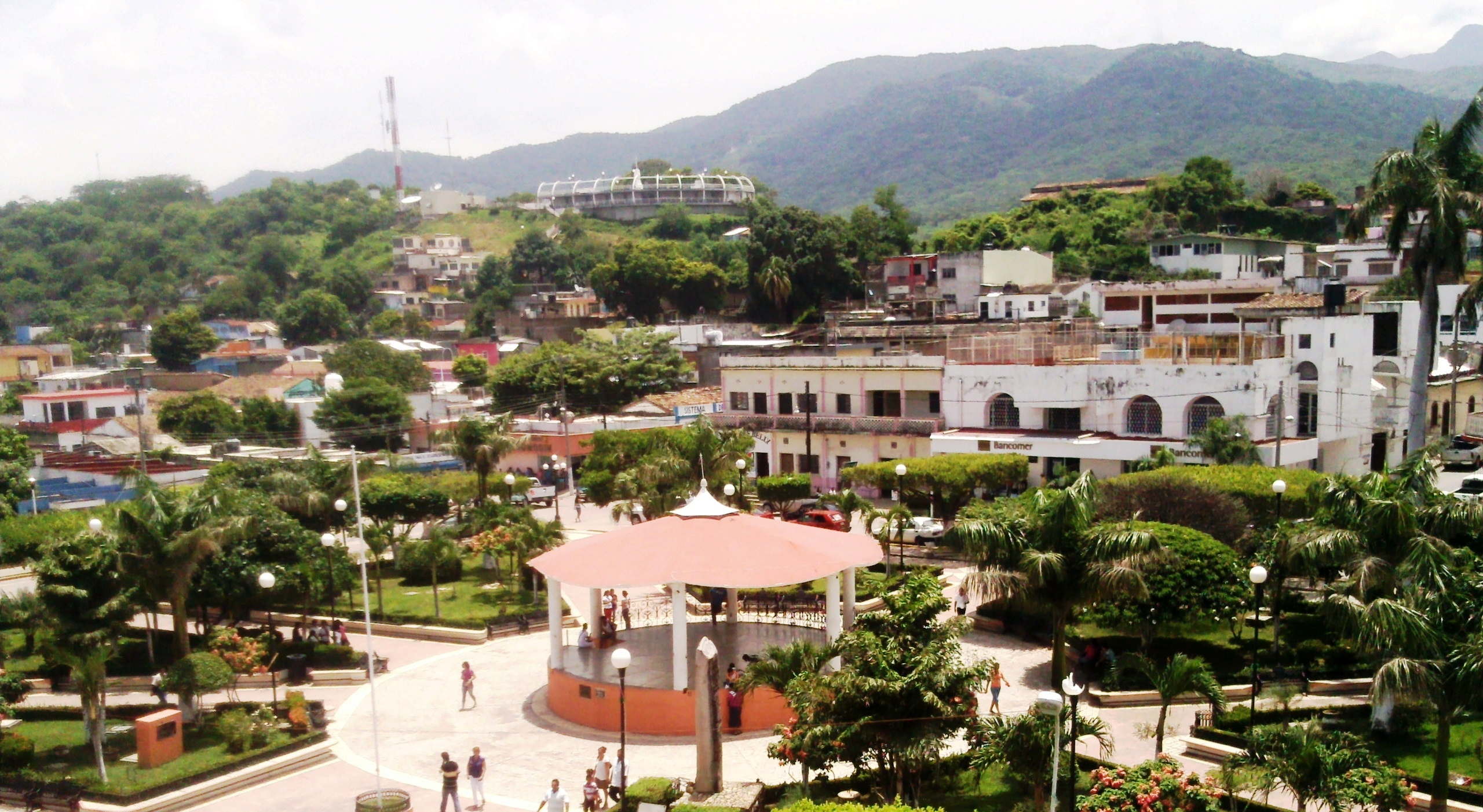
Parque Central Esperança

Tonalá é um município do estado de Chiapas, no México.